# Estadio Onésio Brasileiro Alvarenga
El Estadio Onésio Brasileiro Alvarenga también conocido como Estadio Vila Nova o Estadio OBA, es un estadio de fútbol ubicado en la ciudad de Goiânia, estado de Goiás, Brasil. Tiene una capacidad para 11 800 personas y es el campo del Vila Nova Futebol Clube, un equipo que disputa el Campeonato Goiano y la Serie B de Brasil.
Lleva el nombre de Onésio Brasileiro Alvarenga, exjugador y técnico del Vila Nova, responsable de la profesionalización del club.
El estadio se inauguró en 1980 en un partido amistoso entre los locales de Vila Nova FC e Internacional que finalizó con un empate 2-2 ante 15.000 espectadores, récord de asistencia al estadio hasta el día de hoy.
El estadio sirvió mucho tiempo principalmente como campo de entrenamiento, tras las reformas en 2015 y 2016 el estadio quedó habilitado para juegos del Campeonato Brasileño. El 22 de julio de 2016 Vila Nova enfrentó a Ceará por la Serie B 2016.